# Усті-над-Лабем
У́сті-над-Ла́бем (чеськ. Ústí nad Labem, нім. Aussig an der Elbe) — місто на півночі Чехії, поблизу місця, де Билина впадає в Ельбу, адміністративний центр Устецького краю. Важливий залізничний вузол (магістраль Прага — Дрезден — Берлін тощо) і річковий порт.
Населення за даними 2005 року становило 93,8 тис. мешканців, це дев'яте за чисельністю населення місто Чехії. Площа 93,9 км².
Один з найбільших у Чехії центрів хімічної промисловості (виробництво синтетичних барвників, добрив, сірчаної кислоти); машинобудування, текстильна й харчова промисловість. Зараз важка промисловість перебуває в стані кризи.

## Географія

### Клімат
| Клімат Усті-над-Лабем   | Клімат Усті-над-Лабем | Клімат Усті-над-Лабем | Клімат Усті-над-Лабем | Клімат Усті-над-Лабем | Клімат Усті-над-Лабем | Клімат Усті-над-Лабем | Клімат Усті-над-Лабем | Клімат Усті-над-Лабем | Клімат Усті-над-Лабем | Клімат Усті-над-Лабем | Клімат Усті-над-Лабем | Клімат Усті-над-Лабем | Клімат Усті-над-Лабем |
| Показник                | Січ.                  | Лют.                  | Бер.                  | Квіт.                 | Трав.                 | Черв.                 | Лип.                  | Серп.                 | Вер.                  | Жовт.                 | Лист.                 | Груд.                 | Рік                   |
| Середній максимум, °C   | −1,6                  | −0,1                  | 4,2                   | 10,1                  | 15,6                  | 18,4                  | 20,1                  | 20,1                  | 15,6                  | 9,8                   | 2,8                   | −0,7                  | 9,5                   |
| Середня температура, °C | −4                    | −3                    | 0,2                   | 4,8                   | 9,8                   | 12,9                  | 14,6                  | 14,5                  | 10,8                  | 6,0                   | 0,4                   | −2,9                  | 5,3                   |
| Середній мінімум, °C    | −6,2                  | −5,3                  | −2,5                  | 1,3                   | 5,8                   | 9,0                   | 10,8                  | 10,9                  | 7,6                   | 3,5                   | −1,6                  | −4,8                  | 2,4                   |
| Днів з опадами          | 8                     | 7                     | 8                     | 7                     | 9                     | 10                    | 10                    | 9                     | 8                     | 7                     | 8                     | 8                     | 99                    |
| ----------------------- | --------------------- | --------------------- | --------------------- | --------------------- | --------------------- | --------------------- | --------------------- | --------------------- | --------------------- | --------------------- | --------------------- | --------------------- | --------------------- |
| Джерело: www.yr.no      |                       |                       |                       |                       |                       |                       |                       |                       |                       |                       |                       |                       |                       |

## Історія
Поселення на місці Усті відоме з 993 року. Місто заснував Пржемисл Отакар II наприкінці XIII століття. 1423 року король Сигізмунд передав місто Фрідріху І Майсенському; в Усті влаштувався саксонський гарнізон. 16 червня 1426 року 25-тисячна армія гуситів під проводом Прокопа Великого завдала під Устям поразки 75-тисячній німецькій армії; наступного дня гусити ввірвалися в місто й зруйнували його. Усті відбудували тільки 1429 року. Місто постраждало також під час тридцятирічної та семирічної війн. В XIX столітті Усті-над-Лабем стало важливим центром гірничодобувної промисловості.
Місто було одним із центрів раннього націонал-соціалізму, тут були надруковано багато теоретичних робіт нацистів. Значна частина німецького населення міста загинула під час Другої світової війни, перебуваючи в рядах німецької армії. Усті сильно постраждало від бомбардувань у квітні 1945-го. 
У 1946—1948 роках майже все німецьке населення (близько 53 тис. мешканців) було виселено з міста.

## Туристичні пам'ятки
- Церква Небовзяття Діви Марії.
- Зоопарк (заснований у 1908 році).

Усті-над-Лабем — батьківщина Антона Рафаеля Менгса.